# Italo Gariboldi
Pour les articles homonymes, voir Gariboldi.
Italo Gariboldi est un général italien né le 20 avril 1879 à Lodi, chef-lieu de la province du même nom en Lombardie (Italie), et décédé à Rome (Italie) le 9 février 1970, à l'âge de 90 ans.
Il fut à la fois un témoin et un acteur remarquable de la première moitié du XXe siècle : adhérent très tôt au fascisme, il participa aux deux guerres mondiales, ainsi qu'à de nombreuses autres guerres de la première moitié du XXe siècle.
Il eut différents titres durant sa carrière militaire : gouverneur de Addis-Abeba en 1936, vice commandant des troupes de l'Afrique orientale italienne en 1940, gouverneur de Libye, chef suprême des forces armées italiennes en 1940-1941, commandant de l'ARMIR (ARMata Italiana in Russia) en 1942.

## Les premières expériences de guerre

### La guerre italo-turque et la Première Guerre mondiale
Après des études en Accademia, à Milan et à Rome, Italo Gariboldi fut nommé lieutenant d'infanterie en octobre 1898. Il participa à la campagne de Libye ou guerre italo-turque (1911-1912) et à la Première Guerre mondiale (1914-1918). De novembre 1915 à octobre 1917, maggiore (commandant) puis lieutenant-colonel, il fit partie du corps d'état-major. Colonel à partir de janvier 1918, il obtint une médaille d'argent et le cavalierato dell'Ordine militera di Savoia. Intendant d'un corps d'armée destiné à l'expédition dans le Caucase, en 1918, il fut à la tête du corps d'armée de Bologne et, en 1919, chef d'état major de la 77e division à Volosca, à Fiume. Au sortir de la guerre, il fut président de la commission pour la délimitation des limites yougoslaves. Promu général, il commanda l'Accademia Militare di Modena et la Scuola di Applicazione di Parma. Durant la guerre d'Éthiopie (1935-1936), il fut gouverneur de Addis-Abeba et chef de S.M. de l'Afrique Orientale.

### L'Abyssinie
En 1935, Italo Gariboldi commanda la 30e Division d'Infanterie Sabauda sur le Front Nord durant la seconde guerre italo-éthiopienne. Sa division fait partie du corps basé en Érythrée. Après la victoire de l'Italie en Éthiopie en 1936, l'Érythrée, l'Éthiopie et la Somalie italienne se regroupèrent pour former la colonie de l'Afrique orientale italienne.

### L'Afrique du Nord
De 1939 à 1941, Italo Gariboldi fut un commandant de l'armée de l'air « Suprême Commandement - Afrique du Nord » d'Italo Balbo. Quand l'Italie déclara la guerre, Gariboldi commanda la 5e Armée italienne qui était à la frontière avec la Tunisie française. Il commanda deux armées localisées en Libye. Après la fin de la Bataille de France, la 5e Armée devient une source d'hommes pour la 10e Armée italienne à la frontière avec l'Égypte.
En décembre 1940, on lui donna finalement le commandement de la 10e Armée.

## La Seconde Guerre mondiale
En 1940, après la démission de Rodolfo Graziani (1882-1955), il fut nommé Gouverneur de la Libye et du 25 mars au 19 juillet 1941, il fut commandant suprême des Forces armées italiennes (Forze Armate italiane) en Afrique.
En effet, le 13 septembre 1940, les Italiens pénétrèrent sur 100 kilomètres en Égypte, prenant la bourgade de Sidi Barrani. Le ravitaillement se révélant inexistant, conforme à ses prédictions, le maréchal décida de geler le front de 60 kilomètres en établissant des campements retranchés. Face à la passivité et la désorganisation des Italiens, le général Wavell à la tête de troupes extrêmement mobiles et biens équipées contre-attaqua. En janvier 1941, les Anglais prirent Bardia, Tobrouk, Derna et Benghazi, parcourant 800 kilomètres, ils firent halte à El-Alheila (Cyrénaïque), le 9 février, après avoir capturé 130 000 hommes, dont 22 généraux, 850 canons et 380 chars. Graziani fut relevé de son commandement et remplacé par le général Gariboldi.
Quand arrivèrent en Libye les troupes allemandes du Deutsche Afrika Korps, Gariboldi fut remplacé par le général Ettore Bastico (1876-1972) à cause de désaccords continus avec le général allemand Erwin Rommel (1891-1944), qui ne partageait pas la volonté de Gariboldi de se retrancher à Tripoli. Les développements de Rommel sont commentés dans des lettres écrites à son épouse : « Depuis le 31 mars, nous avons obtenu des succès importants. Les états-majors de Tripoli, de Rome et aussi de Berlin en seront étonnés. J'ai osé entreprendre cette action en dépit des ordres et des directives donnés, parce que j'avais entrevu une chance de succès. Ils verront vite qu'à ma place ils auraient fait la même chose. Le premier objectif prévu pour la fin mai aura été déjà atteint ». Malgré les succès obtenus, les hauts commandements de Tripoli et de Rome étaient moyennement contents des initiatives prises contre leurs directives. En témoigne l'entrevue de Rommel le 3 avril avec Gariboldi qui reprocha à Rommel d'avoir désobéi aux ordres donnés. La poursuite et l'exploitation des succès initiaux furent empêchées par la situation logistique des unités germano-italiennes. Après l'entrevue orageuse avec Gariboldi, Rommel reçut cependant les félicitations de Hitler pour ce succès imprévu et de Mussolini pour le regain de prestige inespéré.
Le 10 juillet 1942, Gariboldi fut appelé pour remplacer le général italien Giovanni Messe (1883-1968) à la tête de l'ARMIR (ARMata Italiana in Russia) qui constituait la 8e Armée italienne. Le pessimisme de ce dernier rendait mécontent le Duce qui était convaincu que l'Italie fasciste gagnerait la guerre. Gariboldi fut alors commandant de l'armée italienne en Russie au cours de la bataille de Stalingrad (23 août 1942 - 2 février 1943), qui aboutit à une défaite, avec près de 229 000 hommes mal équipés et presque sans ressources.
En 1943, Gariboldi était en Italie quand le roi Victor Emmanuel III (1869-1947) et le maréchal Pietro Badoglio (1871-1956) chassèrent le dictateur Benito Mussolini et signèrent un armistice avec les Alliés. Comme de nombreux membres de l'Armée italienne, Gariboldi fut fait prisonnier de guerre par les Allemands. En 1944, il fut condamné à mort en tant que traître[par qui].
Libéré à la fin de la guerre, il préféra retourner à sa vie privée. Il mourut à Rome, en Italie, en 1970.

## Les descendants de Italo Gariboldi
Italo Gariboldi est le père du général de corps d'armée Mario Gariboldi, décédé en 2004 à l'âge de 84 ans.
Mario Gariboldi avait été décoré de la Médaille d'argent de la valeur militaire sur le front de l'Est en Russie et compte parmi les principaux généraux italiens de l'OTAN.

## Titres honorifiques

### Italiens
- Commendatore dell'Ordine Militare d'Italia, le 12 novembre 1936
- Ufficiale dell'Ordine Militare d'Italia, le 17 mai 1919
- Cavaliere Ordine Militare d'Italia, le 19 septembre 1918[21]

### Allemand
- Croix de chevalier de la Croix de fer, le 23 avril 1943[22]

## Les guerres auxquelles participa Italo Gariboldi
- Guerre italo-turque, 1911-1912
- Première Guerre mondiale, 1914-1918
- Seconde guerre italo-éthiopienne (campagne d'Abyssinie), 1935-1936
- Seconde Guerre mondiale, 1939-1945
  - Campagne d'Afrique du Nord (10 juin 1940 - 13 mai 1943)
  - Opération Compass (8 décembre 1940 - 9 février 1941)
  - Guerre du désert (11 juin 1940 - 4 février 1943)
  - Front de l'Est : bataille de Stalingrad (17 juillet 1942 - 2 février 1943)

## Documents annexes
Jugement du général Gariboldi, commandant de l'ARMIR, sur le comportement des Allemands.